# Henri-Fernand Dentz
Henri-Fernand Dentz (Roanne, 16 dicembre 1881 – Fresnes, 13 dicembre 1945) è stato un generale francese.

## Biografia
Comandante della regione militare di Parigi, lasciò la capitale ai tedeschi il 14 giugno 1940. Poi, divenuto nel dicembre 1940 Alto commissario e comandante in capo delle truppe francesi in Medio Oriente per conto del governo di Vichy, permise ai tedeschi di usare Damasco come base per la loro aviazione, fornendo così il motivo a Churchill per intervenire in Iraq e sedare la ribellione.
Le ostilità tra i francesi di Dentz e l'armata anglo-gollista, che tentò di invadere la Siria ed il Libano, iniziarono l'8 giugno 1941 e si conclusero il 24 luglio con la capitolazione delle truppe di Dentz.
Nel dopoguerra Dentz fu imprigionato, giudicato dell'Alta Corte e condannato a morte. La pena fu poi convertita nell'ergastolo e Dentz morì nella prigione di Fresnes il 13 dicembre 1945.